# 在布鲁日
《殺手沒有假期》（英語：In Bruges）是一部2008年英國和美國合拍的黑色喜劇犯罪片，由馬丁·麥多納編劇兼執導，柯林·法洛、布蘭頓·葛利森、雷夫·范恩斯、克蕾曼絲·波西和傑若米·何涅主演。劇情講述愛爾蘭殺手雷（Ray，法洛飾演）因工作出錯後感到內疚，和搭檔肯（Ken，葛利森飾演）被老闆哈利（Harry，范恩斯飾演）要求待在比利時布魯日等待下一步指示，但肯卻接到被迫殺了雷的命令。本片為麥多納的首部長片作品，皆在布魯日拍攝完成。
《殺手沒有假期》登上2008年日舞影展首映後，2008年2月8日在美國有限上映，同年4月18日在英國上映。電影在影評界取得普遍好評，法洛藉此贏得金球獎最佳音樂及喜劇類電影男主角，葛利森也提名了同獎項；麥多納贏得英国电影学院奖最佳原创剧本，並提名奥斯卡最佳原创剧本奖。

## 劇情
愛爾蘭新人殺手雷執行命令，在教堂懺悔室中槍殺一名牧師，但也意外波及教堂內的一名小男孩。雷和導師兼搭檔肯被老闆哈利送往比利時布魯日等待下一步指示；肯喜歡布魯日這座城市，雷則反之，並因自己殺死小男孩一事而內疚。夜裡，他們碰巧遇上路邊在拍侏儒演員電影的劇組，這讓雷很開心並被兼職製片助理克羅伊吸引。
雷約克羅伊在隔天晚上共進晚餐，得知對方其實是當地毒販；雷與鄰桌加拿大夫婦發生了爭執（將他們誤認成美國人），更出手打昏了對方。克羅伊把雷帶到她的公寓，開始親密接觸，但女方的前男友艾瑞克現身持手槍威脅雷。雷搶走了槍，並用空包彈朝艾瑞克開槍，造成對方左眼失明。克羅伊承認與艾瑞克打劫遊客，但堅稱雷不是她的目標。肯接到哈利的電話，對方認為雷殺小孩即使是意外也不可原諒，要求他殺死雷。雷到酒吧與肯會合，並開始吸食從克羅伊公寓偷來的古柯鹼，他們也與侏儒演員吉米度過了一個放蕩的夜晚；其中，雙方聊起了黑人與白人間的戰爭。
肯從當地聯繫人尤里取得手槍，並到一座公園不情願地準備殺死雷。但雷卻因殺死男孩而心煩意亂，準備用艾瑞克的實彈手槍自殺；肯阻止了雷，坦白了來自哈利的命令，最後要求他離開布魯日去別處重新開始。肯給了雷一些錢，並把他送上了去另一座城市的火車，同時沒收了他的手槍以防止進一步的自殺企圖。肯將此舉只告訴哈利，哈利對肯的不服從感到憤怒並立即動身前往布魯日。哈利從尤里手中取得槍，並將殺死雷的意圖告訴對方的兒子艾瑞克。
在火車上，雷被自己在餐廳襲擊的加拿大夫婦認出，並被警察護送回布魯日。克羅伊保釋了他，兩人在布鲁日钟楼下的集市廣場上喝一杯。哈利到達此地，穿過街道衝向雷的旅館，但發現肯坐在咖啡館外。兩人喝酒時，哈利誇口說如果自己殺了一個孩子，會立即結束自己的生命。肯認為雷有能力改變，仍有救贖的機會，但哈利不相信，肯則建議他們登上無人打擾的鐘樓。在鐘樓頂部，哈利將手槍對準肯，但肯拒絕抵抗，願意為了雷接受懲罰，這讓哈利沒法下手，於是朝肯的腿開了一槍，之後幫助肯下塔。艾瑞克在廣場上看到雷，爬上塔通知哈利，肯企圖躲走哈利的槍，但被哈利朝脖子開了一槍，然後衝了下樓去。肯在大失血的狀態下爬回樓頂，並跳樓自殺，引起雷的注意；肯用最後一口氣告知哈利的到來。在肯死前，雷拿起他的槍，但槍枝因墜樓而損壞。
哈利追著雷去了旅館；懷孕的女主人瑪莉拒絕哈利上樓，即使對方拔出槍也是如此。為了保護主人和她未出生的孩子，哈利和雷同意繼續在運河上追逐，雷帶著艾瑞克的槍跳上一艘經過的小船，但卻弄丟了槍。哈利從遠處開槍打傷了雷，使雷踉踉蹌蹌地走到吉米正在拍電影的街道上，哈利追上前來朝他開了多槍，直到雷倒地；但裝扮成小學生的吉米遭子彈波及，腦袋被炸得粉碎。哈利誤以為自己殺了一個孩子，不顧雷的提醒而飲彈自盡。最後，雷被從克羅伊、瑪莉和艾瑞克身邊抬上救護車；從旁白中，雷反思了地獄的本質，認為這在布魯日象徵著永恆，並希望自己不會就此死去。

## 演員
- 柯林·法洛飾演雷（Ray）[2]
- 布蘭頓·葛利森飾演肯·戴利（Ken Daley）[2]
- 雷夫·范恩斯飾演哈利·沃特斯（Harry Waters）[2]
- 克蕾曼絲·波西飾演克羅伊·維萊特（Chloë Villette）[2]
- 傑若米·何涅飾演艾瑞克（Eirik）[2]
- 约旦·普伦蒂斯飾演吉米（Jimmy）[2]
- 夏可拉·露坦（英语：Thekla Reuten）飾演瑪莉（Marie）[2]
- 安娜·梅德利（英语：Anna Madeley）飾演丹妮絲（Denise）[2]
- 伊麗莎白·貝林頓（英语：Elizabeth Berrington）飾演娜塔莉·沃特斯（Natalie Waters）[2]
- 艾瑞克·高登（英语：Eric Godon）飾演尤里（Yuri）[2]
- 柴爾柯·伊凡奈克（英语：Željko Ivanek）飾演加拿大男子[2]
- 希朗·漢德飾演牧師（未掛名）[2]

## 發行
《殺手沒有假期》2008年1月17日登上日舞影展舉行全球首映。焦點影業安排電影2008年2月8日在美國有限上映；英國由環球影業排定2008年4月18日上映。

## 外部連結
- 互联网电影数据库（IMDb）上《在布鲁日》的资料（英文）
- AllMovie上《在布鲁日》的资料（英文）
- Box Office Mojo上《在布鲁日》的資料（英文）
- Metacritic上《在布鲁日》的資料（英文）
- 爛番茄上《在布鲁日》的資料（英文）